# SunStroke Project
SunStroke Project là bộ ba nghệ sĩ chơi nhạc đến từ Moldova, họ là Sergei Yalovitsky (hát chính), Anton Ragoza (chơi violon) và Sergey Stepanov (biệt danh: Epic Sax Guy, chơi saxophone).
Nhóm và nữ ca sĩ Olia Tira từng đại diện cho Moldova tại cuộc thi âm nhạc Eurovision Song Contest 2010 và 2017.

## Hiện tượng Internet
Bản độc tấu saxophone của Sergey Stepanov trong Eurovision Contest năm 2010 cho bài hát " Run Away " đã lan truyền trên Internet dưới một meme tên là "Epic Sax Guy" hoặc "Saxroll". Những bản remix màn độc tấu saxophone của anh ấy có hàng triệu lượt nghe trên YouTube.Vào tháng 12 năm 2010, SunStroke Project xuất hiện trên chương trình truyền hình Moldova Sare şi piper và hát một bài hát có tựa đề "Epic Sax", được đặt theo tên của meme. Bản thân Stepanov cũng thừa nhận sự nổi tiếng lan truyền của mình khi chơi bản riff saxophone Run Away khi nhóm được phỏng vấn trong vòng bán kết đầu tiên của Eurovision Contest 2017 .